# 張俊尚
張 俊尚（チャン・ジュンサン、朝鮮語: 장준상）は、朝鮮民主主義人民共和国の政治家。朝鮮労働党中央委員会委員候補。保健相などを歴任した。

## 経歴
出生地や生年月日は不明。保健省治療予防局局長を経て、保健副相に就任した。2017年7月には金正恩委員長によって保健相に任命され、同年9月にモルディブ・マレで開催された世界保健機関東南アジア地域会議に参加した。同年10月7日に開催された朝鮮労働党中央委員会第7期第2回総会で、党中央委員会委員候補に補選された。2018年7月11日に訪朝した、マーク・ローコック人道問題担当国連事務次長兼緊急援助調整官と会談を行った。2019年4月11日に開催された最高人民会議第14期第1回会議で、保健相を解任された。

## 参考サイト
- 북한정보포털

| 先代姜河国 | 保健相2017年 - 2019年 | 次代呉春福 |